# Vincent Foix

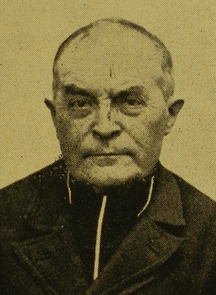
Vincent Foix

Vincent Foix (* 22. Januar 1857 in Narrosse, Landes; † 30. April 1932 in Laurède, Landes) war ein französischer Romanist, Okzitanist, Dialektologe und Lexikograf.

## Leben
Der abbé Foix war nach der Priesterweihe Kaplan in Magescq und Mugron, dann ab 1887 45 Jahre lang Pfarrer von Laurède, Landes. In der gesamten Zeit seines Wirkens sammelte er Dokumente und Informationen zur Lokal- und Regionalgeschichte und -sprache. Er war Mitglied der Escòla Gaston Fèbus (gegründet 1896) und von 1913 bis 1931 Generalsekretär der Société de Borda in Dax. Er hinterließ umfangreiches Manuskriptmaterial, das im Archiv des Départements Landes eingelagert ist.

## Werke
- Poésie populaire landaise. Choix de prières, formulettes, attrapes, énigmes, dictons, proverbes & chants religieux, Dax 1890
- Lalanne. Essai généalogique sur les familles nobles ou titrées de ce nom, Dax 1920
- Sorcières & loups-garous dans les Landes, Auch 1904, o. O. 1988, Pau 2001
- Dictionnaire gascon-français (Landes) [13508 Einträge]. Lexique français-gascon [8463 Einträge]. Éléments d'un thesaurus gascon, hrsg. vom Centre d'études des cultures d'Aquitaine et d'Europe du sud, CECAES, u. d. L. von  Paule Bétérous, Pessac 2003 (XXIII, 817 Seiten)